# Half Moon
Amos Obediah lub Half Moon (ur. 30 kwietnia 1872 w Ontario, zm. 29 sierpnia 1948 tamże) – kanadyjski zawodnik, uprawiający lacrosse, który na Letnich Igrzyskach Olimpijskich 1904 w Saint Louis wraz z kolegami z reprezentacji zdobył brązowy medal w grze drużynowej.
W turnieju wzięły udział trzy zespoły klubowe z Kanady i Stanów Zjednoczonych. Half Moon reprezentował klub Mohawk Indians.